# Back to the Light
Back to the Light je první sólové studiové album britského rockového kytaristy skupiny Queen Briana Maye. Dne 28. září 1992 bylo vydáno ve Spojeném království a 2. února 1993 ve USA a Kanadě.

## Seznam skladeb
Původně mělo album obsahovat i skladby „Headlong“ a „I Can't Live with You“, avšak když je Brian May uslyšel zpívat zpěváka Freddieho Mercuryho, rozhodl se, že tyto písně nahraje se skupinou Queen a budou vydány na jejich studiovém albu Innuendo z roku 1991.
| Pořadí | Název                         | Autor                                        | Délka |
| ------ | ----------------------------- | -------------------------------------------- | ----- |
| 1.     | The Dark                      | Brian May                                    | 2:20  |
| 2.     | Back to the Light             | Brian May                                    | 4:59  |
| 3.     | Love Token                    | Brian May                                    | 5:55  |
| 4.     | Resurrection                  | Brian May, Cozy Powell, Jamie Page           | 5:27  |
| 5.     | Too Much Love Will Kill You   | Brian May, Frank Musker, Elizabeth Lamersová | 4:28  |
| 6.     | Driven by You                 | Brian May                                    | 4:11  |
| 7.     | Nothin' But Blue              | Brian May, Cozy Powell                       | 3:31  |
| 8.     | I'm Scared                    | Brian May                                    | 4:00  |
| 9.     | Last Horizon                  | Brian May                                    | 4:10  |
| 10.    | Let Your Heart Rule Your Head | Brian May                                    | 3:51  |
| 11.    | Just One Life                 | Brian May                                    | 3:38  |
| 12.    | Rollin' Over                  | Ronnie Lane, Steve Marriott                  | 4:36  |

### Singly
Singly z alba Back to the Light

1. „Driven by You / Just One Life“
Vydáno: 1992
2. „Too Much Love Will Kill You / I'm Scared“
Vydáno: 1992
3. „Back to the Light / Nothin' But Blue“
Vydáno: 1992
4. „Resurrection / Love Token / Too Much Love Will Kill You (Live)“
Vydáno: 1993
5. „Last Horizon / Let Your Heart Rule Your Head (Live)“
Vydáno: 1993

## Umístění v žebříčcích
| Žebříček (1992–1993) | Nejvyšší umístění |
| -------------------- | ----------------- |
| UK Albums Chart      | 6                 |
| US Billboard 200     | 159               |

## Certifikace
| Region                    | Certifikace | Počet prodaných nosičů |
| ------------------------- | ----------- | ---------------------- |
| Spojené královaství (BPI) | gold        | 100 000                |